# Francesco Tricomi
Pour les articles homonymes, voir Tricomi.
Francesco Giacomo Tricomi (Naples, 5 mai 1897 – Turin, 21 novembre 1978) est un mathématicien italien, connu pour ses études sur les équations aux dérivées partielles du second ordre de type mixte, les fonctions spéciales et les séries orthogonales.

## Biographie
Francesco Tricomi naît à Naples en 1897, fils d'Arturo Tricomi (it), ingénieur et architecte, professeur extraordinaire à l'université de cette ville, et de Corinna Di Lustro. Il fait ses études secondaires à l'institut de technologie de Naples jusqu'à l'âge de seize ans, puis il s'inscrit à l'université de Bologne où il suit des cours de chimie durant une année, avant de s'orienter vers des études de physique mathématique en 1914-1915. Il se rend compte qu'il préfère les mathématiques à la chimie et il retourne à Naples en 1915, où il s'inscrit en troisième année en mathématiques à l'université de Naples. Il suit les cours de Roberto Marcolongo et de Gabriele Torelli. Ses études sont interrompues lorsqu'il est enrôlé en août 1916 dans l'armée italienne durant la Première Guerre mondiale. Il fait une formation d'officier à l'académie militaire de Turin jusqu'au 1er avril 1917, puis il combat dans les régions du Plateau du Karst, du Piave et du Monte Grappa. Il obtient son diplôme universitaire à Naples, le 16 avril 1918, alors qu'il est en congé du front de guerre. Il est libéré de ses obligations militaires en 1920 et décoré de deux croix militaires, avant de pouvoir regagner l'université de Naples. Il commence une activité de recherche sous la direction de Gabriele Torelli.
Il souhaite quitter Naples et obtient un poste d'assistant de Francesco Severi en géométrie analytique en 1921, à l'université de Padoue, puis, au printemps 1922, suit Severi qui vient d'être nommé à la chaire d'analyse algébrique et infinitésimale à « La Sapienza », à Rome.
En février 1925, il obtient un poste de professeur d'analyse algébrique et infinitésimale à l'université de Florence, qu'il quitte dès le mois de novembre de la même année pour un poste de professeur extraordinaire d'analyse algébrique l'université de Turin, à la sollicitation de Giuseppe Peano. Il se marie avec Susanna Fomm en 1931, celle-ci a des soucis de santé et meurt prématurément en 1959, le couple n'a pas d'enfants. 
Il enseigne à l'université de Turin jusqu'en 1942, date à laquelle son antifascisme actif l'oblige à se cacher pour éviter la police politique nazie qui avait occupé la péninsule italienne. Depuis la publication des lois raciales fascistes, il aide ses collègues juifs, persécutés par les autorités, tels que Gino Fano, Alessandro Terracini, Guido Castelnuovo ou Federigo Enriques. Il soutient aussi les protestants vaudois. À l'automne 1942, il doit se réfugier dans les vallées vaudoises de Torre Pellice, avec sa mère et son épouse. Puis à partir de 1943, il est caché par un pasteur vaudois, Paolo Bosio, à Rome, jusqu'à la libération de la ville par les Alliés,.
En 1944, il reprend ses fonctions à l'université de Turin, jusqu'à ce qu'en 1948, à l'invitation d'Arthur Erdélyi (en), il rejoigne avec Arthur Erdélyi (en), Wilhelm Magnus et Fritz Oberhettinger le projet de manuscrit Bateman (en), une grande compilation encyclopédique de la théorie des fonctions spéciales, qui se tient au California Institute of Technology de Pasadena. Il y travaille de 1943 à 1945 et de 1948 à 1951, puis retourne en Italie en 1952. Il reprend son poste de professeur à l'université de Turin et occupe la chaire d'analyse infinitésimale jusqu'à sa retraite en 1967.
L'année de sa retraite, Tricomi publie une sorte d'autobiographie intellectuelle, très précieuse pour les informations qu'elle contient sur le contexte social et les circonstances du travail des mathématiciens. Après sa retraite, il a été président de l'Académie des sciences de Turin pendant le triennat 1973-1976. 
Il meurt en 1978, à 81 ans, dans un hôpital de Turin, des suites d'une maladie du système circulatoire et est inhumé à Torre Pellice.

## Travaux
Tricomi a eu une vaste production scientifique (environ 300 articles) dans les domaines des équations aux dérivées partielles de type mixte et dans celui des fonctions spéciales et de leurs transformations fonctionnelles.
Dès 1925, il a l'idée d'étudier l'équation (aujourd'hui connue sous le nom d' équation d'Euler-Tricomi (en)) :
{\displaystyle y\cdot u_{xx}+u_{yy}=0}
c'est une équation aux dérivées partielles du second ordre de type mixte, c'est-à-dire de type hyperbolique dans une région de l'espace, de type elliptique dans la région complémentaire et de type parabolique sur le bord. C'est devenu le prototype des modèles mathématiques pour la description des flux transsoniques.
Il écrit de nombreux traités et manuels d'une grande clarté, dont certains sont traduits en anglais, français, allemand et russe. Il est l'auteur d'une série de biographies sur les mathématiciens italiens du premier siècle de l'unification de l'Italie, prenant également des tons critiques et iconoclastes.
En relation avec le Congrès de l'Union mathématique internationale tenu à Bologne en 1928, Tricomi aide Salvatore Pincherle dans son travail de réconciliation entre mathématiciens français et allemands, dont les relations s'étaient sérieusement détériorées en raison des événements de la Première Guerre mondiale.
Il est membre du comité de rédaction de la revue d'Aequationes Mathematicae, depuis sa fondation jusqu'à sa mort. Les autres membres le décrivent comme un «...caractère fort, farouche adversaire de toute dictature, de tout relâchement moral, de l'abstraction pour l'abstraction et du "syndrome" du publier ou périr».

## Hommages et distinctions
Il est membre élu de l'Académie des Lyncéens et de l'Académie des sciences de Turin, dont il est également président de 1973 à 1976, il obtient la médaille d'or de mathématiques de l Accademia Nazionale dei XL.
Depuis 1956 il est membre correspondant de l'Académie bavaroise des sciences
En 1961, l'Académie des Lyncéens lui décerne le prix Antonio-Feltrinelli pour ses mérites de scientifique.

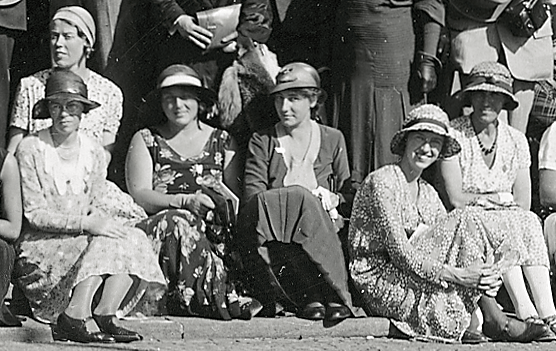
Mme Tricomi (3e en partant de la droite) accompagne Francesco Tricomi au congrès de Zurich de 1932.

Il est conférencier invité au Congrès international des mathématiciens en 1928 à Bologne et en 1932 à Zurich.
L'astéroïde 31189 Tricomi porte son nom.

## Publications
- Vorlesungen über Orthogonalreihen, Springer Verlag, Berlino, 1955 (traduction de: Serie ortogonali di funzioni, Istituto Editoriale Gheroni, 1948)[19].
- Integral Equations, Dover, New York, 1985,  (ISBN 0486648281); (en) 1st edition, 1957[20].
- Equazioni differenziali, 3rd edition, Boringhieri, 1961 (traduit par Elizabeth McHarg en anglais (en) Differential Equations, NY, Hafner, 1961.); (en) 1st edition, Torino, G. Einaudi, 1948[21]. 2nd edition, 1953[22].
- Carlo Ferrari[23] et Francesco Giacomo Tricomi, Aerodinamica transonica, Cremonese, Roma, 1962  (ISBN 8870833658).
- Funzioni Analitiche, Nicola Zanichelli Editore, Bologne, 1961 (reprint of 2nd edn.); 1st edition, 1937[24] 2nd edition, 1946[25].
- Lezioni sulle funzioni ipergeometriche confluenti, Gheroni, Torino, 1952[26]
- Funzioni ipergeometriche confluenti, Cremonese, Roma, 1954[27].
- Funzioni ellittiche, Nicola Zanichelli Editore, Bologne, 1937[24].
- Lezioni di analisi matematica, CEDAM, 1965,  (ISBN 8813319509).
- Esercizi e complementi di analisi matematica, CEDAM, 1951.
- Lezioni sulle equazioni a derivate parziali, Editrice Gheroni Torino, 1954[28].
- Equazioni a derivate parziali, Edizioni Cremonese, Roma, 1957[29].
- (en) A. Erdélyi (en), W. Magnus, F. Oberhettinger (de) et F. G. Tricomi, Higher Transcendental Functions, New York, McGraw-Hill, 1953 (3 vols.) (fait partie du Bateman manuscript project).
- A. Erdélyi, W. Magnus F. Oberhettinger, F. G. Tricomi, Tables of integral transforms, McGraw-Hill, New York, 1954 (fait partie du Bateman manuscript project).
- (en) Francesco G. Tricomi, La mia vita di matematico attraverso la cronistoria dei miei lavori. (Bibliografia commentata 1916–1967), Padoue, Casa Editrice Dottor Antonio Milani, 1967, XII+172 (ISBN 978-88-13-32679-1, MR 0274255, zbMATH 0199.28603).
- Francesco Giacomo Tricomi, Matematici italiani del primo secolo dello stato unitario, Accademia delle scienze, 1962.